# Thủ Thiêm
Thủ Thiêm là một phường thuộc thành phố Thủ Đức, Thành phố Hồ Chí Minh, Việt Nam.
Đây là một phường thuộc khu đô thị mới Thủ Thiêm đang được quy hoạch.

## Địa lý

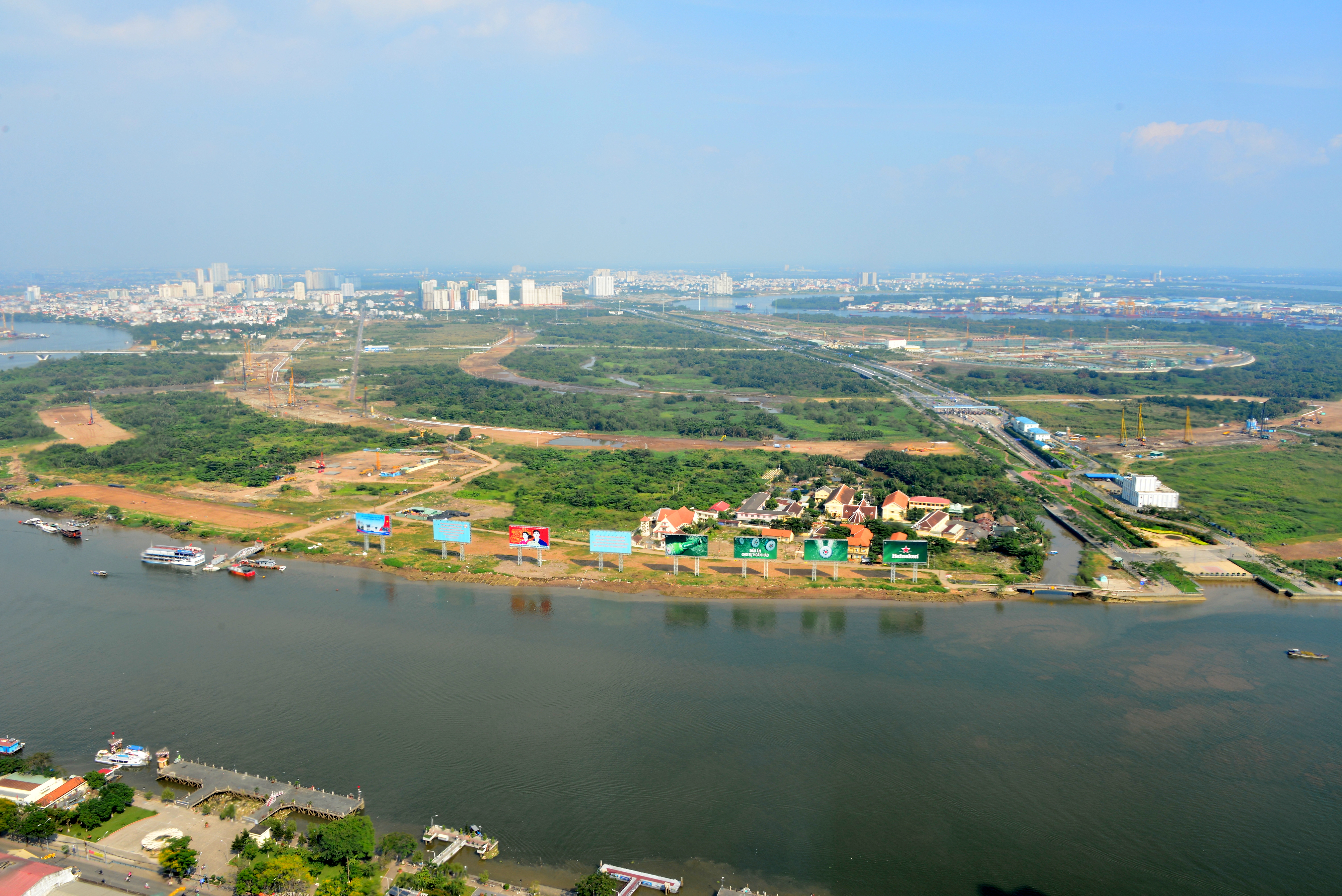
Toàn cảnh Khu đô thị mới Thủ Thiêm nhìn từ Bitexco Financial Tower (ảnh chụp năm 2015)

Phường Thủ Thiêm nằm ở phía tây nam thành phố Thủ Đức, có vị trí địa lý:
- Phía đông giáp các phường An Khánh và An Lợi Đông
- Phía tây giáp Quận 1 với ranh giới là sông Sài Gòn
- Phía nam giáp phường An Lợi Đông và Quận 4
- Phía bắc giáp Quận 1 và quận Bình Thạnh với ranh giới là sông Sài Gòn.

Phường có diện tích 3,31 km², dân số năm 2021 là 2.176 người, mật độ dân số đạt 657 người/km².

## Hành chính
Phường Thủ Thiêm được chia thành 11 khu phố đánh số từ 1 đến 11 với 121 tổ dân phố.

## Lịch sử
Xưa khu vực này là vùng đầm lầy với tên gọi xóm Tàu Ô, nơi ở của nhóm hải tặc người Hoa trốn chạy nhà Thanh bên Trung Quốc, được chúa Nguyễn cho lưu trú để giữ đất.
Địa danh Thủ Thiêm xuất hiện từ cuối thế kỷ XVIII. Trong đó, Thủ có nghĩa là đồn canh, về sau còn chỉ chức vụ người đứng đầu đồn. Chính quyền lúc bấy giờ đã cho lập đồn binh tại đây để kiểm soát việc đi lại trên sông Sài Gòn, phòng thủ cho khu vực trung tâm. Có thể người chỉ huy đồn binh tên là "Thiêm" nên dân gian gọi đồn binh là Thủ Thiêm và dần về sau tên gọi này trở thành tên vùng đất.
Dưới thời nhà Nguyễn, địa bàn phường Thủ Thiêm hiện nay gần tương ứng với làng An Lợi Xã thuộc tổng Bình Trị Trung, huyện Bình Dương, phủ Tân Bình, tỉnh Gia Định.
Đến thời Pháp thuộc, làng An Lợi Xã hợp nhất với các làng An Lợi Đông và Bình Khánh thành làng An Khánh Xã, lúc này trực thuộc tổng An Bình, quận Thủ Đức, tỉnh Gia Định.

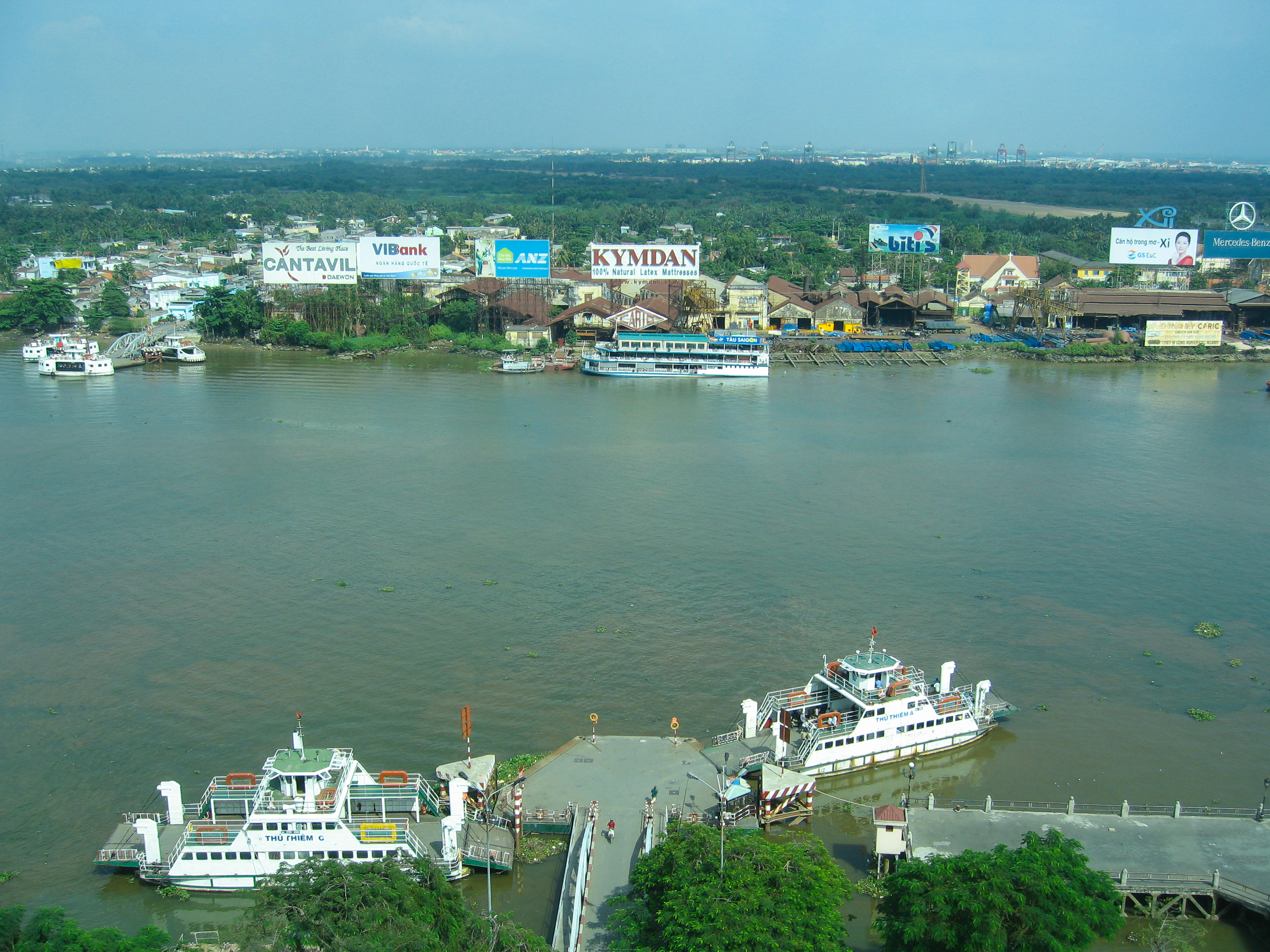
Một góc phường Thủ Thiêm nhìn từ phía Quận 1 vào năm 2008

Sau năm 1956, các làng gọi là xã. Năm 1966, chính quyền Việt Nam Cộng hòa sáp nhập xã An Khánh Xã vào Đô thành Sài Gòn và chia thành 2 phường An Khánh và Thủ Thiêm thuộc quận 1. Tuy nhiên, đầu năm 1967, các phường An Khánh và Thủ Thiêm lại được tách ra để thành lập quận 9 thuộc Đô thành Sài Gòn.
Năm 1976, quận 9 bị giải thể, các phường An Khánh và Thủ Thiêm được sáp nhập vào huyện Thủ Đức và đổi thành hai xã có tên tương ứng.
Ngày 6 tháng 1 năm 1997, Chính phủ ban hành Nghị định số 03-CP. Theo đó:
- Chuyển hai xã Thủ Thiêm và An Khánh về Quận 2 mới thành lập
- Thành lập phường Thủ Thiêm trên cơ sở 135 ha diện tích tự nhiên và 9.325 người của xã Thủ Thiêm
- Thành lập phường An Lợi Đông trên cơ sở 385 ha diện tích tự nhiên và 5.068 người còn lại của xã Thủ Thiêm
- Thành lập phường An Khánh trên cơ sở 169 ha diện tích tự nhiên và 12.865 người của xã An Khánh.

Đến năm 2019, phường Thủ Thiêm có diện tích 1,51 km², dân số là 304 người; phường An Khánh có diện tích 1,74 km², dân số là 124 người.
Ngày 9 tháng 12 năm 2020, Ủy ban thường vụ Quốc hội ban hành Nghị quyết 1111/NQ-UBTVQH14 về việc sắp xếp các đơn vị hành chính cấp huyện, cấp xã và thành lập thành phố Thủ Đức thuộc Thành phố Hồ Chí Minh (nghị quyết có hiệu lực từ ngày 1 tháng 1 năm 2021). Theo đó:
- Thành lập thành phố Thủ Đức trên cơ sở sáp nhập toàn bộ diện tích và dân số của Quận 2, Quận 9 và quận Thủ Đức
- Sáp nhập toàn bộ diện tích và dân số của phường An Khánh vào phường Thủ Thiêm.